# Johann Tilemann
Johann Tilemann genannt Schenck (* 13. März 1696 in Marburg; † 6. Mai 1773 in Schiffelbach) war ein deutscher Hochschullehrer.

## Leben
Johann Tilemann war der Sohn des Philipp Johann Tilemann, Theologieprofessor und später Rektor an der Universität Marburg und dessen zweiter Ehefrau Susanne (* 20. Januar 1656 in Frankfurt am Main; † 14. März 1696 in Marburg), Tochter des pfälzischen Residenten in Frankfurt am Main Abraham Schellecke.
Er studierte an der Universität Duisburg, Universität Marburg, Universität Heidelberg und der Universität Franeker und beendete sein Studium mit einem Doktor der Philosophie und Magister der freien Künste.
Am 12. September 1720 wurde er als außerordentlicher Professor der Ethik und Politik an die Universität Marburg berufen, um seinen Schwager Johann Wilhelm Waldschmiedt (1682–1741) zu entlasten; am 6. Juni 1721 erfolgte seine Ernennung zum ordentlichen Professor, die er an der Stelle seines Schwagers erhielt, der Prokanzler der Universität wurde. Zu seinen Studenten gehörten unter anderem Nikolaus Wilhelm Schröder und Johann Rudolph Anton Piderit.
In den Jahren 1727, 1735, 1741 und 1747 war er Dekan der Philosophischen Fakultät.
Am 7. Februar 1747 wurde er zwar von seinen amtlichen Verpflichtungen entbunden, blieb aber noch bis zum 10. März 1747 in seinem Amt und verließ Magdeburg Pfingsten 1747, um auf sein Gut Schiffelbach zu ziehen und dieses zu bewirtschaften, in dessen Besitz er durch die Heirat mit einer Tochter oder Enkelin des Generalleutnants Johann ufm Keller gelangt war.
Johann Tilemann war verheiratet und hatte einen Sohn:
- Philipp Johann Jaco Tilemann gen. Schenck (* 1733; † 23. Januar 1806), königlich preußischer Rittmeister im Husarenregiment von Wilhelm Sebastian von Belling, verheiratet mit Eleonore Sophie Hermina Elisabetha Justina Wilhelmine von Vultée (1753–1819); am 1. Juli 1783 wurde er in den Adelsstand erhoben. Seine Enkelin Friederike von Tilemann gen. Schenck (1785–1862) war die Mutter des Marburger Professors der Rechtswissenschaften Adolph von Vangerow.

## Schriften (Auswahl)
- Vitae professorum theologiae, qui in illustri academia marburgensi docuerunt. Marburg 1727.
- Historia Augustiss. confessionis Carolo V. et imperii statibus anno 1530 d. 25. Juni oblatae. Marburg 1730.
- Dissertatio de serpentibus urentibus. Marburg 1740.
- De lotione a Christo administrata disputatio. Marburg 1745.
- De cognitione animae infantis post mortem. Marburg 1745.